# Armoiries de Sainte-Lucie
Le blason de Sainte-Lucie, fut dessiné par Sydney Bagshaw et formellement adopté le 8 janvier 1979.
Il est composé d'un blason d'azur et d'or avec deux roses symétriques d'argent et d'azur, symboles de la Maison Tudor du Royaume-Uni; de deux fleurs de lys d'or, symbole de l'ère française de l'île. Deux perroquets, des amazones de Sainte-Lucie soutiennent le blason, symboles de la nombreuse faune de l'île. Un poing supporté par une base symbolisant l'Afrique s'élève vers le ciel. Sur une ceinture d'or on peut lire la devise officielle du pays: "The Land. The People. The Light" (La terre, le peuple, la lumière).